# Берман, Маршалл
Маршалл Говард Берман (англ. Marshall Howard Berman, 24 ноября 1940 — 11 сентября 2013) — американский философ

-марксист, политолог, литературный критик и урбанист, знаменитый своим вкладом в осмысление понятия модерности.

## Биография
Родился в Бронксе, в семье евреев-ашкеназов. Родители — мелкие буржуа, владевшие семейной мастерской, в которой, как вспоминал позднее сам Берман, «единственными активами были мама и папа». В 14-летнем возрасте потерял отца (тот скончался в 48 лет).

По словам самого Бермана, решающее значение на формирование его взглядов оказало знакомство с «Экономическо-философскими рукописями 1844 года» Карла Маркса, произошедшее в 1959 г., во время обучения в Колумбийском университете (Нью-Йорк).
В Марксовых эссе 1844 года меня поразило и оказалось совершенно для меня неожиданным его чувство индивидуального. Эти ранние эссе выражают конфликт между Bildung и отчужденным трудом. Bildung — основа ценности человека в либеральном романтизме. <...> Оно охватывает такой спектр идей как «субъективность», «обретение себя», «взросление», «идентичность», «саморазвитие» и «становление тем, кем ты являешься». Маркс вписывает этот идеал в модерную историю и наделяет его социальной теорией.
Окончив в 1961 г. Колумбийский университет, Берман продолжил обучение в Колледже св. Антония (Оксфорд) под руководством Исайи Берлина, где в 1963 г. получил степень бакалавра литературы (англ. Bachelor of letters). Там же сблизился с Джеральдом Коэном, будущим основоположником аналитического марксизма. В 1968 г. защитил докторскую диссертацию на Факультете управления Гарвардского университета (научный руководитель — Джудит Шкляр).
С 1969 г. до своей смерти Берман преподавал политическую философию в Городском колледже Нью-Йорка. Был членом редколлегии американского социалистического журнала Dissent, публиковался в таких изданиях как The Nation, New Left Review, New Politics, The New York Times Book Review.
Берман скончался от сердечного приступа 11 сентября 2013 г. в Нью-Йорке.

## Основные работы и идеи
Главные темы, интересовавшие Бермана на протяжении жизни, отражены уже в диссертации на соискание степени бакалавра литературы — «Маркс об индивидуальности и свободе» («Marx on Individuality and Freedom», 1963).
Докторская диссертация Бермана, «Политика аутентичности: радикальный индивидуализм и модерное общество» («The Politics of Authenticity: Radical Individualism and Modern Society»), исследует проблему модерной субъективности в текстах Ш. де Монтескьё и Ж.-Ж. Руссо, анализируемых через призму марксизма, идеологии новых левых и молодежной контркультуры. В 1970 г. работа была опубликована в виде одноимённой книги.

В 1971-1981 гг. Берман пишет серию эссе, вышедших в свет в 1982 г. под заголовком «Все твердое растворяется в воздухе: опыт модерности» («All That Is Solid Melts into Air: The Experience of Modernity»). Название этой ключевой работы философа отсылает к известной фразе из английского перевода «Манифеста Коммунистической партии». В тексте Берман исследует взаимоотношения модернизации как социального и экономического процесса и модернизма — феномена интеллектуальной жизни, определяемого автором как попытка современных людей «стать субъектами, а вместе с тем и объектами, понять современный мир и найти своё место в нём».
Модерная среда и модерный опыт пересекают любые границы — географические и этнические, классовые и национальные, религиозные и идеологические: можно сказать, что модерность объединяет все человечество. Но это парадоксальное единство, единство раздробленности: оно бросает нас в водоворот нескончаемого распада и возобновления, борьбы и противоречий, неопределенности и страданий. Быть модерным — значит быть частью вселенной, в которой, как сказал Маркс, «все твердое растворяется в воздухе».
Понимание Берманом модерности вступает в острый конфликт с таковым в рамках постмодернистской философии.
Созданная постмодернистами парадигма полностью противоречит той, что изложена в этой книге. Я утверждаю, что модерная жизнь и искусство способны к безграничной самокритике и самообновлению. Постмодернисты стоят на том, что горизонт модерности схлопнулся, она исчерпала свою энергию — словом, что модерность ушла в прошлое. Социальная мысль постмодернистов высмеивает любые коллективные надежды на моральный и социальный прогресс, на свободу личности и общественное счастье, унаследованные нами от модернистов эпохи Просвещения. Постмодернисты считают, что эти надежды оказались полностью несостоятельны: в лучшем случае это пустые и бесполезные фантазии, в худшем — средства утверждения господства и чудовищного порабощения.
Работа «Все твердое растворяется в воздухе» положила начало новому этапу концептуализации модерности. Книга была переведена на ряд иностранных языков, в т.ч. норвежский и фарси.

## Избранная библиография
- The Politics of Authenticity: Radical Individualism and the Emergence of Modern Society. — Atheneum Press, 1970.
- All That Is Solid Melts Into Air: The Experience of Modernity. — Simon and Schuster, 1982.
- Adventures in Marxism. — Verso, 1999.
- On the Town: One Hundred Years of Spectacle in Times Square. — Random House, 2006.
- Modernism in the Streets: A Life and Times in Essays, edited by David Marcus and Shellie Sclan. — Verso, 2017.

### На русском языке
- Все твердое растворяется в воздухе. Опыт модерности. — М.: Горизонталь, 2020.